# Oberrheinrat
Der Oberrheinrat ist ein grenzüberschreitendes Gremium zur politischen Beratung und besteht aus den vier Anrainer-Delegationen des Oberrheins: Baden-Württemberg, Rheinland-Pfalz, dem Elsass und den Kantonen der Nordwestschweiz. Seine konstituierende Sitzung nach der Gründung am 16. Dezember 1997 in Baden-Baden fand im April 1998 im Europäischen Parlament in Straßburg statt.
Der Oberrheinrat ist Teil der Säule Politik der Trinationalen Metropolregion Oberrhein (TMO). Er nimmt politisch zu wichtigen regionalen Fragen Stellung, begleitet die Aktivitäten der Oberrheinkonferenz und unterstützt die gemeinsame Entwicklung in der Oberrheinregion.
Seit dem 1. Oktober 2019 verfügt der Oberrheinrat im Rahmen eines INTERREG-Projektes über ein ständiges Sekretariat, welches im Kompetenzzentrum für grenzüberschreitende und europäische Fragen in Kehl am Rhein angesiedelt ist.

## Organisation und Struktur
Der Oberrheinrat ist folgendermaßen organisiert:
- Präsident: Die Wahl findet einmal jährlich statt, wobei zwischen den vier Delegationen rotiert wird.[5]
- Vorstand: Der Vorstand besteht aus dem Präsidenten/der Präsidentin, drei Vize-Präsidenten und drei weiteren Mitgliedern, jeweils ein Mitglied von deutscher, französischen und schweizerischen Seite. Die drei Vize-Präsidenten stammen jeweils aus den drei Delegationen, die nicht die Präsidentschaft stellen. Der Vorstand bereitet die Tagesordnung der Plenarversammlungen vor und unterstützt den Präsidenten bei der Geschäftsführung.[6]
- Plenarversammlung: Die Plenarversammlung findet als Versammlung aller Mitglieder des Oberrheinrats mindestens zwei Mal jährlich statt. Beschlüsse werden grundsätzlich im Einvernehmen gefasst oder zumindest mit zwei Dritteln der Anwesenden bzw. mindestens der Hälfte seiner Mitglieder.[7]
- Kommissionen: Die Kommissionen dienen der Vorbereitung von Beschlüssen und Empfehlungen des Oberrheinrats. Neben der Geschäftsordnungskommission existieren aktuell vier thematische Kommissionen:[8]
  - Geschäftsordnung
  - Wirtschaft, Arbeitsmarkt, Gesundheit
  - Verkehr, Raumplanung, Katastrophenschutz
  - Landwirtschaft, Umwelt, Klima, Energie
  - Kultur, Jugend, Bildung Sport
- Ständiges Sekretariat: Der Oberrheinrat wird bei der Wahrnehmung seiner Aufgaben seit dem 1. Oktober 2019 durch ein ständiges Sekretariat unterstützt.[9]

## Mitglieder
Die 71 Mitglieder des Oberreinrats verteilen sich wie folgt auf die vier Delegationen:
- 26 Mitglieder für das Land Baden-Württemberg
- 26 Mitglieder für die Region Grand Est
- 8 Mitglieder für das Land Rheinland-Pfalz
- 11 Mitglieder für die Kantone der Nordwestschweiz (Basel-Stadt, Basel-Landschaft, Aargau, Jura, Solothurn)

| Delegation        | Gebietskörperschaft                                | Anzahl der Mitglieder |
| ----------------- | -------------------------------------------------- | --------------------- |
| Baden-Württemberg | Landtag Baden-Württemberg                          | 16                    |
| Baden-Württemberg | Stadtkreis Karlsruhe                               | 1                     |
| Baden-Württemberg | Stadtkreis Baden-Baden                             | 1                     |
| Baden-Württemberg | Stadtkreis Freiburg im Breisgau                    | 1                     |
| Baden-Württemberg | Landkreis Karlsruhe                                | 1                     |
| Baden-Württemberg | Landkreis Rastatt                                  | 1                     |
| Baden-Württemberg | Ortenaukreis                                       | 1                     |
| Baden-Württemberg | Landkreis Emmendingen                              | 1                     |
| Baden-Württemberg | Landkreis Breisgau-Hochschwarzwald                 | 1                     |
| Baden-Württemberg | Landkreis Lörrach                                  | 1                     |
| Baden-Württemberg | Landkreis Waldshut                                 | 1                     |
| Région Grand Est  | Regionalrat der Region Grand Est                   | 10                    |
| Région Grand Est  | Europäische Gebietskörperschaft Elsass             | 8                     |
| Région Grand Est  | Bürgermeister von Straßburg                        | 1                     |
| Région Grand Est  | Bürgermeister von Colmar                           | 1                     |
| Région Grand Est  | Bürgermeister von Mulhouse                         | 1                     |
| Région Grand Est  | Bürgermeister aus dem Departement Bas-Rhin         | 3                     |
| Région Grand Est  | Bürgermeister aus dem Departement Haut-Rhin        | 2                     |
| Rheinland-Pfalz   | Landtag Rheinland-Pfalz                            | 5                     |
| Rheinland-Pfalz   | Landkreise Südliche Weinstraße und Germersheim     | 1                     |
| Rheinland-Pfalz   | Kreisfreie Stadt Landau                            | 1                     |
| Rheinland-Pfalz   | Verbandsgemeinden Dahner Felsenland und Hauenstein | 1                     |
| Nordwestschweiz   | Grosser Rat des Kantons Basel-Stadt                | 3                     |
| Nordwestschweiz   | Landrat des Kantons Basel-Landschaft               | 3                     |
| Nordwestschweiz   | Grosser Rat des Kantons Aargau                     | 3                     |
| Nordwestschweiz   | Parlament des Kantons Jura                         | 1                     |
| Nordwestschweiz   | Kantonsrat des Kantons Solothurn                   | 1                     |

## Ziele
Laut Gründungsvereinbarung verfolgt der Oberrheinrat die folgenden vier Ziele:
- den Austausch auf dem Gebiet der politischen grenzüberschreitenden Zusammenarbeit zu fördern und zu vertiefen,
- Initiativen für gemeinsame grenzüberschreitende Projekte regionaler und kommunaler Art zu entwickeln,
- eine harmonische und kohärente Entwicklung der oberrheinischen Gebiete zu fördern und zu unterstützen und
- die Aktivitäten der Oberrheinkonferenz hinsichtlich der Ziele und Maßnahmen zu begleiten.